# Commandos de Washington
Stade
Les Commandos de Washington étaient une équipe professionnelle de football américain en salle basée à Fairfax, en Virginie. Les Commandos ont été fondés en 1987 et étaient membre inaugural de l'Arena Football League (AFL). Ils étaient basés à Landover, dans le Maryland. Après ne pas avoir joué pendant la saison 1988, l’équipe est revenue pour la saison 1989 sous le nom de Commandos du Maryland. Après la saison 1989, les Commandos s'installent à Fairfax, en Virginie, où ils redeviennent connus sous le nom de Commandos de Washington. L’équipe n’a jamais eu beaucoup de succès sur ses deux sites, remportant un total de quatre matchs en trois saisons, dont une saison sans victoire en 1989.

## Histoire

### Saison inaugurale (1987)
Les Commandos ont l'honneur de disputer le premier match de la saison régulière avec l'AFL le 19 juin 1987, s'inclinant 48 à 46 devant les Gladiators de Pittsburgh à la Civic Arena,. Les Commandos remportent leur première victoire dans l'histoire de la franchise la semaine suivante en battant le Dynamite de Denver par 36 à 20 dans leur match d'ouverture à domicile, au Capital Centre. Les Commandos terminent la saison avec un bilan de 2-4, une déception, mais l’équipe a été dans chaque match sauf un, perdant trois matchs par un total de six points.

### Saison 1988
En raison d’un manque d’investisseurs, les Commandos ne forment pas d’équipe en 1988, mais la franchise revient sous le nom de Commandos du Maryland la saison suivante, principalement parce que l’équipe a disputé deux matchs dans l’État - un au Capital Center et un à la Baltimore Arena.

### Saison 1989

Le logo des Commandos du Maryland

Après une interruption d'un an, les Commandos reprennent le jeu en 1989 et deviennent les Commandos du Maryland, disputant leurs matchs à domicile à la Baltimore Arena pour le premier et le second au même endroit qu'en 1987, le Landover Capital Center. La saison commence par une défaite face au Dynamite de Denver, le 8 juillet 1989 à la Civic Arena. L'équipe termine avec un bilan de 0-4 dans la saison abrégée de 1989. L'entraîneurs des Commandos pour la saison 1989 est Ray Willsey.

### Saison 1990
L’équipe revient au nom de Washington pour sa dernière saison en 1990. Elle est entraînée par Mike Hohensee, promu de son poste d’assistant. La saison commence par trois défaites d'affilée avant une première victoire 50-19 face aux Firebirds d'Albany. Pour la saison 1990, l'équipe est basée au Patriot Center sur le campus de l'université George Mason à Fairfax, en Virginie.

## Retour de l'AFL à Washington
En 1999, le propriétaire des Redskins de Washington, Daniel Snyder, annonce qu’il apportera une équipe d’expansion à Washington sous le nom de Warriors de Washington. Mais après dix ans d'attente et à cause de l'annulation de la saison 2009 par l'AFL, cela ne s'est jamais concrétisé. 
En 2016, il est annoncé que Ted Leonsis de Monumental Sports, propriétaire des Wizards de Washington de la NBA, des Mystics de Washington de WNBA et des Capitals de Washington de la NHL lance une franchise d'extension qui sera présentée au Verizon Center à Washington, DC,. Le Valor de Washington commence à jouer en 2017.

## Les joueurs
| Les Commandos de Washington en 1990 | Les Commandos de Washington en 1990 | Les Commandos de Washington en 1990 |
| Joueur                              | Position                            | Université                          |
| ----------------------------------- | ----------------------------------- | ----------------------------------- |
| Chris Armstrong                     | WR/LB,WR,SB                         | Fayetteville State (NC)             |
| Jeff Blankenship                    | FB/LB                               | Furman                              |
| Alvin Blount                        | RB                                  | Maryland                            |
| Charlie Brown                       | WR                                  | South Carolina St.                  |
| Danny Burmeister                    | DB                                  | North Carolina                      |
| Tony Burris                         | QB                                  | Western Oregon State                |
| Patrick Cain                        | C-G                                 | Cal Poly-Pomona                     |
| Matt Conerly                        | OL/DL                               |                                     |
| Anthony Corvino                     | G-T                                 | Southern Connecticut St.            |
| Derrick Donald                      | WR/DB                               | North Carolina                      |
| Rod Ferguson                        | OL/DL                               | Wake Forest                         |
| Jeff Garneca                        | OL/DL                               | North Carolina                      |
| Russell Hairston                    | DB                                  | Kentucky                            |
| Chuck Harris                        | T                                   | West Virginia                       |
| Bill Leach                          | G-T                                 | Kentucky                            |
| Wade Lockett                        | WR                                  | Cal State-Fullerton                 |
| Andrew Marlatt                      | OL/DL                               | Miami (OH)                          |
| Mickey Paige                        | FB/LB                               | Liberty Baptist                     |
| Dan Plocki                          | K                                   | Maryland                            |
| Ray Puryear                         | WR/DB                               | Winston-Salem State (NC)            |
| Jim Rafferty                        | WR/DB                               | Colgate                             |
| Mike Rhodes                         | QB                                  | Georgia Tech                        |
| John Rymiszewski                    | FB/LB                               | Duke                                |
| Fred Smalls                         | LB                                  | West Virginia                       |
| Rodney Smith                        | OL/DL                               | Towson State                        |
| Rob Sterling                        | WR/DB,DB                            | Maine                               |

## Les entraîneurs
| Nom           | Terme | Saison régulière | Saison régulière | Saison régulière | Saison régulière | Playoffs | Playoffs |
| Nom           | Terme | W                | L                | T                | %                | W        | L        |
| ------------- | ----- | ---------------- | ---------------- | ---------------- | ---------------- | -------- | -------- |
| Bob Harrison  | 1987  | 2                | 4                | 0                | .333             | 0        | 0        |
| Ray Willsey   | 1989  | 0                | 4                | 0                | .000             | 0        | 0        |
| Mike Hohensee | 1990  | 2                | 6                | 0                | .250             | 0        | 0        |